# Pordány László
Pordány László (Pécs, 1945. április 11. –) magyar egyetemi tanár, diplomata. A József Attila Tudományegyetem tanársegéde, adjunktusa, fordítóiskolát, majd angol nyelvű hungarológiai programokat szervez, vezet. A Juhász Gyula Tanárképző Főiskola angol nyelv és irodalom tanszékvezető docense, majd főiskolai tanára. Fordításelmélettel foglalkozik. A nyelvtudományok kandidátusa (1989).

## Életpályája
1964–1969 között a József Attila Tudományegyetem Bölcsészettudományi Karának hallgatója volt. 1971–1973 között az Indianai Egyetemen tanult. 1972–1988 között a szegedi hungarológia képzés vezetője volt. 1976–1977 között a Colchesteri Egyetem hallgatója volt. 1988 óta az MDF tagja. 1990-ben, 1994-ben és 1998-ban országgyűlési képviselőjelölt volt. 1990–1994 között canberrai nagykövet volt, akkreditálva Új-Zélandra is. 1994–1998 között a Magyarok Világszövetsége külügyi titkára volt. 1996–1999 között az MDF elnökségi tagja volt. 1999–2003 között pretoriai nagykövet volt, akkreditálva Angolába, Mozambikba, Namíbiába, Szváziföldre és Zimbabwéba is. 2003-tól ismét a Szegedi Tudományegyetemen tanít. 2004-ben európai parlamenti képviselőjelölt volt. 2010–2014 között kanadai nagykövet volt.

## Magánélete
1969-ben házasságot kötött Csikós Máriával. 

## Művei
- Bevezetés a fordításba (1986)
- Irreversible Binomials (1989)
- A búrok és az Apartheid (2005)
- Egy a nemzet (2009)

## Díjai
- Aranydiploma (2019)[3]
- HONOR PRO MERITIS kitüntetés (2020)[4]